# دارایی دیجیتال

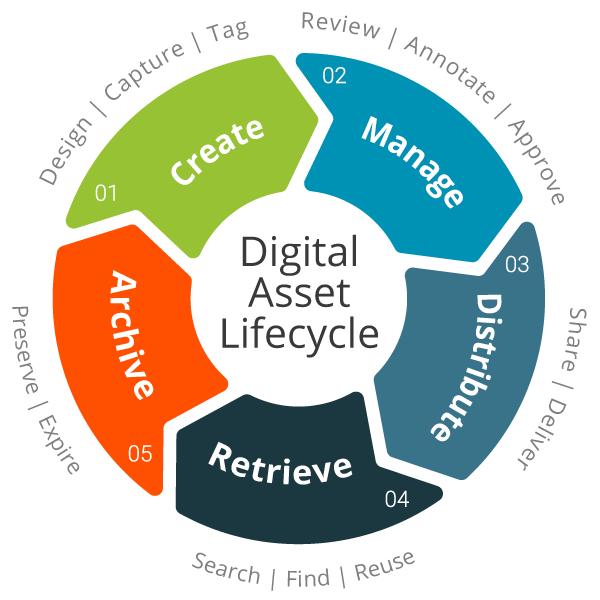
تصویر تمثیلی

دارایی دیجیتال در اصل به چیزی گفته می‌شود که در فرمت دوتایی وجود دارد و همراه با حق استفاده از آن است. فایل‌هایی که دارای حقوق مذکور نباشند به عنوان دارایی مدنظر نیستند. دارایی دیجیتال به چند دسته فایل‌های تصویری، چند رسانه‌ای و متنی طبقه‌بندی شده‌اند.
دارایی دیجیتال اشاره به فایل‌هایی مثل اسناد دیجیتالی، محتواهای شنیداری، تصاویر متحرک و سایر فایل‌های دیجیتالی مرتبط دارد که در حال حاضر در دنیای دیجیتال در گردش هستند یا خواهند بود؛ همچنین اشاره دارد به لوازم دیجیتالی مثل رایانه‌های شخصی، لپ تاپ‌ها، تبلت‌ها، منابع دیداری شنیداری قابل حمل، دستگاه‌های ذخیره‌سازی، دستگاه‌های مخابراتی و هر گونه وسیله‌ای که در دنیای دیجیتال قابلیت ذخیره و انتقال اطلاعات را دارد؛ صرف نظر از اینکه مالکیت فیزیکی این لوازم و دستگاه‌ها از آن کیست. اما منحصر بدان نیست.